# Rydell & Quick
Rydell & Quick är ett svenskt rockband. Gruppen har en saxofonist och två trummisar live.
Sångaren och gitarristen Christer Rydell och saxofonisten och sångerskan Malin Quick, gruppens grundare, är i grunden klassiskt skolade musiker.
Bandet är sponsrade av Harley-Davidson och varje sommar sedan maj 2000 åker bandmedlemmarna på sina motorcyklar medan funktionärer och produktionspersonal åker i buss och lastbil. 
Rydell & Quick släppte sitt första album R.O.C.K.O.H.O.L.I.C 2006 och det gick in på elfte plats på Sverigetopplistan vecka 36, 2006.
Det andra albumet, R.O.A.D.T.R.I.P, som släpptes 2012, gick in på tredje plats på Sverigetopplistan vecka 17 samma år.

## Medlemmar
Nuvarande medlemmar
- Christer Rydell – sång, gitarr
- Malin Quick – sång, saxofon
- Efraim Larsson - trummor
- Mikael Hronek – trummor

Bidragande musiker
- Daniel Karlsson - trummor
- Alex Saltell - trummor

## Diskografi
Studioalbum
- R.O.C.K.O.H.O.L.I.C (2006)
- R.O.A.D.T.R.I.P. (2012)

EP
- Reason to Live (1999)

Singlar
- "Reason to Live" (1998)
- "Stay with me Baby" (1998)
- "Nu är det sommar igen" (1999)
- '"Everybody Wants to be a Star" (2001)
- "All In Like A Rockstar" (2011)
- "Do It Right Now" (2012)
- "Life Is Just A Dream" (2012)